# Цигилик Олег Іванович
Оле́г Іва́нович Циги́лик (* 3 квітня 1939, Коропуж — 17 квітня 2025, Львів) — український співак (баритон), диригент, педагог, заслужений діяч мистецтв України.  Професор Львівської національної музичної академії імені М.Лисенка, керівник чоловічої хорової капели «Сурма» та капели «Трембіта». Засновник (1988 р.)  і художній керівник чоловічого хору «Гомін».

## Короткий життєпис
Народився Олег Цигилик 3 квітня 1939 року в с. Коропуж Рудківського району, що на Дрогобиччині (тепер Львівська область) у родині районового провідника ОУН Івана Цигилика, керівника місцевої «Просвіти», організатора громадсько-політичного та культурного життя. Навчався у сільській середній школі. Від батька хлопець успадкував прекрасний голос (баритон). Після смерті, спочатку матері, а невдовзі, у 1945 - трагічної загибелі батька, залишився круглим сиротою. Виховувався у діда і бабусі, після смерті яких (дід помер в Сибіру) виховувала його батькова рідна сестра. 
У 1960 році О.Цигилик закінчив Львівське музичне училище (вокальне відділення), а в 1967 році - Львівську державну консерваторію ім. Лисенка по класу хорового диригування (клас М. Антківа, В. Синишина). 
Після закінчення навчання працював у Дрогобичі:  викладачем, керівником хору та завідувачем диригентсько-хорового відділу Дрогобицького музичного училища (1967-1977), керував Народною хоровою капелою "Легенда" Дрогобицького МБК, яку заснував (1970-1978, 1984-1986), навчальним хором музично-педагогічного факультету Дрогобицького педінституту ім.І.Франка (1983-1986).

У 1977 році переїхав до Львова. З 1977 по 1979 рр. - керівник студентського  хору Львівської державної консерваторії ім. М. Лисенка, одночасно - Народної хорової капели Львівського політехнічного  інституту (1978-1980 рр.)

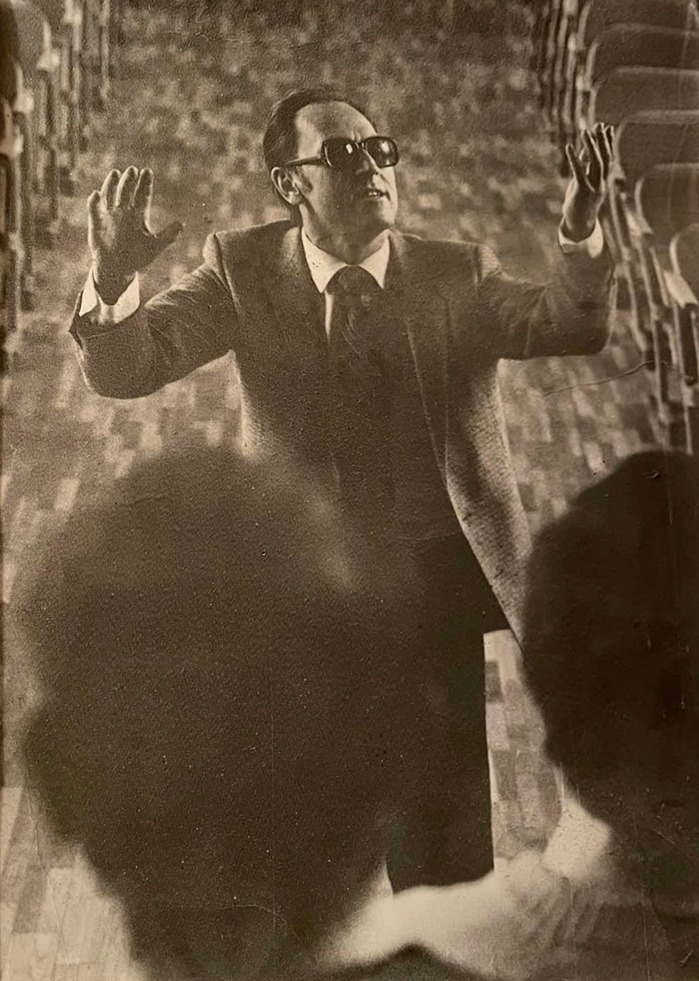
Репетиція. Фото Ю.Шипунова (фотоконкурс, Львів,1984)

1979-1983 рр. - керівник хорової капели „Каменяр" Львівського державного університету ім. І. Франка. 
1978-1986 рр. - керівник чоловічої хорової капели „Сурма" Палацу культури ім. Ю. Гагаріна.
У 1986-1988  роках  очолював Державну заслужену хорову капелу «Трембіта».
З 1988 по 1989 рік керував академічним хоровим колективом  викладачів Львівського музично-педагогічного училища ім. Ф.Колесси.
1990 р. — старший викладач, 1993 р.— доцент кафедри хорового диригування Львівської державної консерваторії ім. М.Лисенка.

У 1988 році О. Цигилик створив та очолив аматорський чоловічий хор «Гомін» при відділенні музично-хорового товариства України у Львові. 

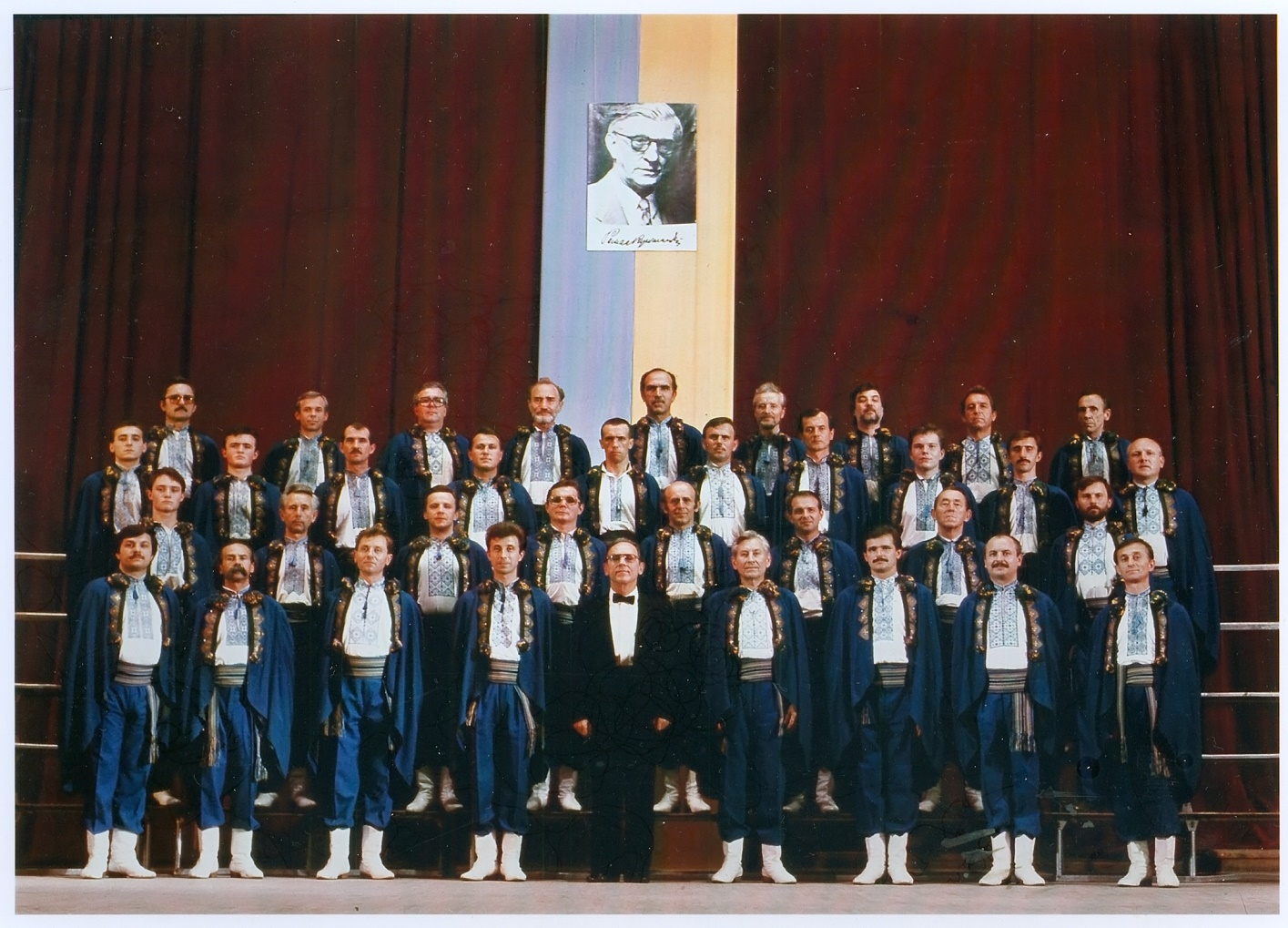
Чоловіча хорова капела "Гомін"

 Вже у 1989 році на першому Всеукраїнському конкурсі хорового мистецтва ім. М. Леонтовича "Гомін" став лауреатом і отримав 2-у премію.  З 2003 року "Гомін" змінив свій статус і став професійним муніципальним хором.
У 2000-2001 роках очолював хор і викладав вокал у Львівській духовній семінарії Святого Духа. 
2001-2003 рр.-  художній керівник і головний диригент заслуженої хорової капели «Боян» імені Євгена Вахняка Львівського Палацу культури працівників зв'язку, а від 2003 року успішно поєднував педагогічну працю (викладач сольного співу і диригування) з керівництвом (реорганізованого у професійний) Львівського муніципального хору «Гомін».
1990—2005 рр. — голова обласного відділення хорового товариства імені Миколи Леонтовича, у складі координаційної ради Всеукраїнської музичної спілки, голова та член журі багатьох конкурсів хорової та вокальної музики.
2002—2004 рр.— державний стипендіат.
З 2008 року — професор Львівської національної академії ім. М. Лисенка.
Диригував зведеними хорами:
- з нагоди 400-ліття Берестейської унії, Рим (1996 р.),
- 2000-ліття Різдва Христового, Зарваниця (2000 р.),
- на Святій Літургії за участі Папи Римського Івана Павла ІІ у Львові (2001 р.),
- на відкритті пам'ятника С.Бандері у Львові (2007 р.).

Серед його учнів — етномузиколог Михайло Хай, переможець співочого конкурсу у Карлових Варах в грудні 2013 року Михайло Малафій.

## Публікації
- Хорова література. Патріотичні твори українських композиторів / упоряд. Олег Цигилик. — Л. : Каменяр, 2009. — 183 с.
- Хорова література. Стрілецькі та повстанські пісні : навч.-метод. посібник для вищ. навч. закладів культури і мистецтв I-IV рівнів акредитації / упоряд. Олег Цигилик. — Л. : Каменяр, 2009. — 253 с.
- Мистецтво Павла Муравського з погляду колег і друзів.  Олег Цигилик // Бенч О. Павло Муравський. Феномен одного життя. – К.: Дніпро, 2002.- С.621-624.
- Цигилик О. Музично-стильові особливості повстанських пісень східної Галичини // Молодь і ринок. № 11 (82). — 2011. — Листопад. — С. 56-59.
- Цигилик О. Антків Михайло Михайлович у моїй вдячній пам’яті / Олег Цигилик / Хорове мистецтво України та його подвижники : матеріали ІІІ Міжнародної науково-практичної конференції. – Дрогобич, 2013. – С. 232-239.
- Цигилик О. Згадуючи Ігоря Даньковського. ZBRUČ, 14 вересня 2022 [2]
- Цигилик О. Маестро хорового мистецтва.ZBRUČ,17 грудня 2022 [3]